# The Movie Monster Game
The Movie Monster Game is een computerspel uit 1986, ontwikkeld en uitgegeven door Epyx. Het spel werd gemaakt voor de Apple II en Commodore 64.
In het spel kan de speler de rol aannemen van een van zes monsters. Hiermee zijn verschillende missies te spelen, die meestal het platgooien van een bekende stad inhouden.
De monsters zijn gebaseerd op populaire filmmonsters zoals The Blob, Mothra en de Stay-Puft Marshmallow Man. Epyx was in staat om voor het spel de rechten op Godzilla te bemachtigen.
De monsters in het spel zijn:
- Godzilla
- Spectra (een enorme wesp)
- The Glog (een groene blob met rode ogen)
- Tarantus (een enorme tarantula)
- Mr. Meringue (een parodie op de Stay Puft Marshmallow Man)
- Mechatron (een enorme robot)

## Ontvangst
| Beoordeeld door | Jaar | Platform     | Score |
| --------------- | ---- | ------------ | ----- |
| Happy Computer  | 1986 | Commodore 64 | 61%   |
| Computer Gamer  | 1987 | Commodore 64 | 50%   |